# Abir Moussi
Abir Moussi (en árabe: عبير موسي‎; Monastir, 15 de marzo de 1975) es una abogada y política tunecina, presidenta del Partido Constitucional Libre desde 2016 y miembro del Parlamento desde 2019. Abir Moussi es considerada una de los políticas tunecinas más importantes. También es conocida por su rechazo absoluto a los movimientos políticos islamistas y a todas las formas de confusión entre política y religión.

## Biografía
Abir Moussi nació el 15 de marzo de 1975 en Jemmal de un padre que trabajaba en el servicio de seguridad nacional (de Béja) y una madre que era maestra (de Bab Souika).

### Carrera profesional
Titular de una maestría en derecho y un diploma de estudios avanzados en derecho económico y comercial, se convirtió en abogada en el Colegio de Abogados del Tribunal de Casación, el tribunal más alto de Túnez. También es vicepresidenta del municipio de Ariana, presidenta de la comisión de litigio y miembro del foro nacional de abogados de la Agrupación Constitucional Democrática (RCD) y secretaria general de la Asociación Tunecina de Víctimas del Terrorismo.

### Carrera política
El 10 de enero de 2010 fue nombrada secretaria general adjunta encargada de la Mujer en el RCD. Tras la caída del régimen del presidente Zine El Abidine Ben Ali y la disolución del RCD en 2011, al que se opuso como abogada, Moussi se unió al Movimiento Constitucional, fundado por el ex primer ministro Hamed Karoui. El 13 de agosto de 2016, Moussi fue nombrada presidente del Movimiento Constitucional, rebautizado como Partido Constitucional Libre. Regularmente conocido como un partido de extrema derecha, este último reúne a simpatizantes de la antigua Agrupación Constitucional Democrática que dominó el país antes de la revolución. Por lo tanto, no reconoce la Constitución de 2014 y aboga por el establecimiento de un sistema presidencial.
Moussi se ha declarado opuesta a la despenalización de la homosexualidad. El 16 de agosto de 2018, la ONG Asociación de Ayuda, Defensa de los Homosexuales por la Igualdad de las Orientaciones Sexuales (ADHEOS) pidió que Moussi fuera expulsada del espacio Schengen por homofobia y discurso de odio, en el que pidió el encarcelamiento sistemático de los homosexuales, a quienes ella se asoció con criminales. La ONG también pidió a las autoridades que tomen medidas para proteger los derechos de los homosexuales en el espacio Schengen. En marzo de 2019, Moussi declaró en una entrevista con la revista panafricana Jeune Afrique "No legislaré sobre la privacidad de las personas. Prohibiré las pruebas anales, excepto en casos de violación y delitos graves".
Aunque está a favor de la igualdad entre hombres y mujeres en materia de herencia, Moussi se opone al plan del actual gobierno para implementarlo, argumentando que extender los derechos a los hijos nacidos fuera del matrimonio representa un ataque a la institución de la familia. También se opone a la propuesta del actual gobierno de implementarlo. La propuesta de la Comité de Libertades Individuales e Igualdad de implantar esta igualdad dejando a los legatarios la opción de utilizar el antiguo sistema basado en el Corán también suscita críticas del candidato, que lo ve como "la puerta abierta a las prácticas consuetudinarias". los matrimonios y la discriminación entre las propias mujeres".
En junio de 2020, Moussi criticó duramente al presidente del parlamento, Rached Ghannouchi, y a su partido político, el Movimiento Ennahda, por sus vínculos con los Hermanos Musulmanes y por difundir la ideología islamista en Túnez. Moussi afirmó que Ghannouchi estaba tratando de dividir a los tunecinos en función de puntos de vista religiosos y reescribir la historia de Túnez.
El 3 de octubre de 2023, fue detenida a la entrada del palacio presidencial de Cartago mientras intentaba presentar recursos contra los decretos presidenciales adoptados en relación con las elecciones locales previstas para finales de año. Luego es puesta en prisión preventiva.
El 22 de noviembre de 2024 fue condenada en apelación a un año y cuatro meses.

## Historia electoral

### Elecciones legislativas
En las elecciones legislativas de 2014, Abir Moussi fue presidenta de la lista electoral del Partido Constitucional Libre en la circunscripción de Béja, su lista obtuvo el 1,05% (836 votos) y no logró ingresar al parlamento.En las elecciones legislativas de 2019 volvió a ser candidata, esta vez encabezando la lista de su partido en la segunda circunscripción, obtuvo el 15,8% (26.076 votos) y quedó en segundo lugar justo después de la lista Corazón de Túnez, fue elegida diputada.

### Elecciones presidenciales
Abir Moussi fue la candidata de su partido a las elecciones presidenciales de 2019 donde obtuvo el 4% de los votos (135.461 votos) y quedó en el noveno lugar y por lo tanto eliminada desde la primera vuelta. Fue la mujer que más votos obtuvo en unas elecciones presidenciales en la historia de Túnez. Abir Moussi es candidato a las elecciones presidenciales de 2024.

## Vida personal
Ella está casada y tiene dos hijas.